# 100% lupo
100% lupo (100% Wolf) è un film d'animazione australiano del 2020 diretto da Alexs Stadermann, basato sul romanzo Lupo al 100% di Jayne Lyons.
L'uscita in Italia era prevista per Natale 2020, ma a causa della pandemia di COVID-19 è stato distribuito nelle sale italiane il 20 maggio 2021.
È stata inoltre prodotta una serie televisiva animata, 100% lupo - La leggenda di Moonstone. Il 24 ottobre 2024 è stato distribuito nei cinema italiani il sequel del film 200% lupo.

## Trama
Freddy Lupin è il giovane erede di un branco di lupi mannari che da anni protegge la loro cittadina. Quando tenta di seguire la sua famiglia durante la loro pattuglia notturna usando una pietra lunare magica, espone inavvertitamente l'esistenza di lupi mannari al proprietario del camion dei gelati Foxwell Cripp, e quando suo padre, Flasheart, cerca di rassicurare Cripp che non gli farà del male finisce per spaventarlo facendolo cadere da un dirupo. Tentando di salvare Foxwell, Flashheart urta accidentalmente Freddy che finisce per perdere la Pietra di Luna, Cripp si salva, ma Flasheart precipita e viene dato per morto.
Con Flasheart morto, lo zio di Freddy, Hotspur, diventa temporaneamente il nuovo capo del clan dei lupi mannari, avviando varie nuove politiche che includono una maggiore presenza di cattura di cani in città, poiché i lupi mannari hanno una lunga storia di disprezzo per i cani. Cerca anche di recuperare l'anello da Cripp ma quest'ultimo ha creato un sistema di difesa anti-lupo che impedisce loro di avvicinarsi.
Sei anni dopo, per Freddy arriva il momento di trasformarsi in lupo per la prima volta, ma, nonostante l'incoraggiamento della governante Mrs Mutton, appena si espone il raggio di luce lunare invece di diventare un lupo si trasforma in un piccolo barboncino bianco. Di fronte al disprezzo del suo branco Lord Hightail dà a Freddy un ultimatum: ha tempo fino alla notte successiva per dimostrare di essere un lupo altrimenti verrà bandito. Tuttavia, i suoi sforzi vengono ridotti dall'inizio quando i figli di Hotspur, Harriet e Chariot, gli mettono un collare d'argento, impedendogli di tornare in forma umana, anche se riesce a chiuderli in soffitta e a fuggire dalla villa per cercare di recuperare la Pietra di Luna da Cripp prendendo un passaggio in città su un camion di passaggio.
Durante la ricerca in città, Freddy fa amicizia con Batty, un cane randagio noto anche come "Bahundini" per la sua capacità di sfuggire costantemente agli accalappiacani, offrendole di darle accesso alla scorta di carne della sua villa se lei lo aiuta a recuperare l'anello da Cripp. Dopo che Batty gli ha dato alcuni consigli su come essere più cane, facendo capire a Freddy che i cani non sono così male come hanno sempre pensato, lo conduce alla mostra di Cripp. Freddy riesce a introdursi nell'edificio ma scopre che l'anello esposto è un falso e viene brevemente catturato ed esaminato da Cripp, che porta il vero anello al dito, ma Batty si introduce nel camioncino-laboratorio e lo aiuta a fuggire. Venendo a conoscenza del passato di Batty, quando è stata cacciata da un negozio di animali dopo che nessuno l'ha comprata, Freddy ha intenzione di aiutarla, ma vengono catturati dagli accalappiacani e mandati al canile Coldfax prima che possa fare qualsiasi cosa. Freddy e Batty vengono chiusi in una cella con la chihuahua con problemi di gestione della rabbia Twitchy (che ogni volta che viene definita "piccola" diventa una furia), lo scottish terrier in stile zen Hamish e il rottweiler nano Bruno che dice solo "palla".

## Produzione
Nel doppiaggio italiano hanno preso parte gli youtuber Ninna e Matti.